# 9 жизней (альбом)
«9 жи́зней» (укр. 9 життів) — третий студийный альбом украинской певицы Тины Кароль, премьера которого состоялась 21 декабря 2010 года.
Альбом вышел 21 декабря 2010 года. Издан двумя тиражами: 1-й в виде CD диска, а 2-й из DVD сольного концерта в Киеве.

## Об альбоме
Работа над новым альбомом у Тины Кароль заняла ровно два года. Как признаётся сама певица, большая часть времени пошла на отбор материала. Свои «9 жизней» Тина Кароль записывала в Лондоне и работала над новыми треками вместе с саунд-продюсерами Йоадом Нево и Браяном Роуллингом.
В новый альбом Тины Кароль вошли 13 песен, в том числе и три украиноязычные композиции, автором которых выступил Андрей Пидлужный.
Альбом увенчал завершение всеукраинского тура Тины по 44 городам Украины, который длился до начала декабря. Это было самое масштабное концертное турне среди всех украинских поп-исполнителей. Название самой пластинки певица не сообщала до последнего, оно стало известно лишь за несколько дней до официального релиза — на сайте своего фан-клуба Тина Кароль выложила обложку нового альбома и одну из заглавных его песен.
«9 жизней», как символ моего перевоплощения в альбоме, — говорит певица о названии своего диска. — Это и состояния, и характеры, и ощущения девушки в моих новых песнях — они абсолютно разные: драйвовые, капризные, нежные, томные, они не похожи друг на друга, потому что у каждой из них своя «жизнь».
Накануне певица побывала на заводе, где печатается диск, и дала своим «9 жизням» жизнь настоящую — собственноручно запустила станок, который выдал обложку новой пластинки. Тина Кароль оставила автограф внутри первой тысячи альбомов, что для её поклонников означает настоящую лотерею — любой диск может оказаться с подписью певицы.

## Список композиций
| №   | Название                   | Текст песни                               | Музыка                                    | Длительность |
| --- | -------------------------- | ----------------------------------------- | ----------------------------------------- | ------------ |
| 1.  | «Ніжно»                    | Андрей Пидлужный                          | Андрей Пидлужный                          | 3:45         |
| 2.  | «Не дощ»                   | Андрей Пидлужный                          | Андрей Пидлужный                          | 3:19         |
| 3.  | «Шукай мене»               | Андрей Пидлужный                          | Андрей Пидлужный                          | 3:02         |
| 4.  | «Я скажу да»               | Сергей Позняков                           | Сергей Позняков                           | 2:44         |
| 5.  | «Шиншила»                  | Константин Веретенников, Татьяна Миронова | Константин Веретенников, Татьяна Миронова | 2:52         |
| 6.  | «Люболь»                   | Диана Гольдэ, Олег Борщёвский             | Олег Борщёвский                           | 4:02         |
| 7.  | «Radio Baby»               | Карен Кавалерян                           | Владимир Белоусов                         | 3:34         |
| 8.  | «Я не беру трубку»         | Сергей Позняков                           | Сергей Позняков                           | 3:58         |
| 9.  | «9 жизней (Микроволновка)» | Иван Алексеев                             | Иван Алексеев                             | 3:23         |
| 10. | «Зачем я знаю»             | Иван Алексеев                             | Иван Алексеев                             | 4:05         |
| 11. | «Не бойся, мальчик»        | Татьяна Миронова                          | Татьяна Миронова                          | 2:56         |

## Видеоклипы
- «Шиншилла»[7]
- «Radio Baby»[8]
- «Не бойся»[9]
- «Не дощ»[10]
- «Я скажу да»[11]
- «Микроволновка»[12]
- «Переживём измены»[13]
- «Шукай Мене»[14]